# Jackson Township (comté de Daviess)
Pour les articles homonymes, voir Jackson Township.
Jackson Township est un civil township (« canton civil ») situé dans le comté de Daviess au Missouri aux États-Unis,.

## Toponymie
Jackson Township est nommé en l'honneur d' Andrew Jackson, 7e président des États-Unis..